# Петров Олексій Михайлович
Петров Олексій Михайлович (1827—1883) — студент Київського університету, за доносом якого були заарештовані члени Кирило-Мефодіївського товариства. Був вчителем музики. Брав приватні уроки. 
У травні 1847 року його зараховано на службу до III відділення. У березні 1849 року за викрадення документів 1-ї експедиції канцелярії III відділення посаджено в Олексіївський равелін. У жовтні 1850 року після зізнання відправили на службу в місто Олонецьк, видавши на витрати 300 карбованців сріблом (крім 300 карбованців, які він одержав за донос). 
О. М. Петров написав спогади, в яких намагався заперечити свою роль донощика на членів Кирило-Мефодіївського товариства.